# Carrier Air Wing Fourteen
 (août 2024).
Si vous disposez d'ouvrages ou d'articles de référence ou si vous connaissez des sites web de qualité traitant du thème abordé ici, merci de compléter l'article en donnant les références utiles à sa vérifiabilité et en les liant à la section « Notes et références ».
14ème Escadre aérienne embarquée
Le Carrier Air Wing Fourteen ou CVW-14, était une escadre aérienne embarquée de l'US Navy, basée au Naval Air Station Lemoore (NAS Lemoore) en Californie
Créé sous le nom de Carrier Air Group 101 en janvier 1950, le CAW-14 a été dissout le 31 mars 2017.

## Historique

### Guerre de Corée
Le Carrier Air Wing 14 (CVW-14) a été établi au Marine Corps Air Station Miramar (MCAS Miramar), en Californie en juillet 1950, sous le nom de Carrier Air Group 101. Il faisait partie de la réponse militaire américaine au déclenchement de la guerre de Corée et a effectué son premier déploiement à bord de l'USS Kearsarge (CV-33). Il a pris le nom de Carrier Air Group 14 le 14 février 1952. 

### Guerre du Vietnam

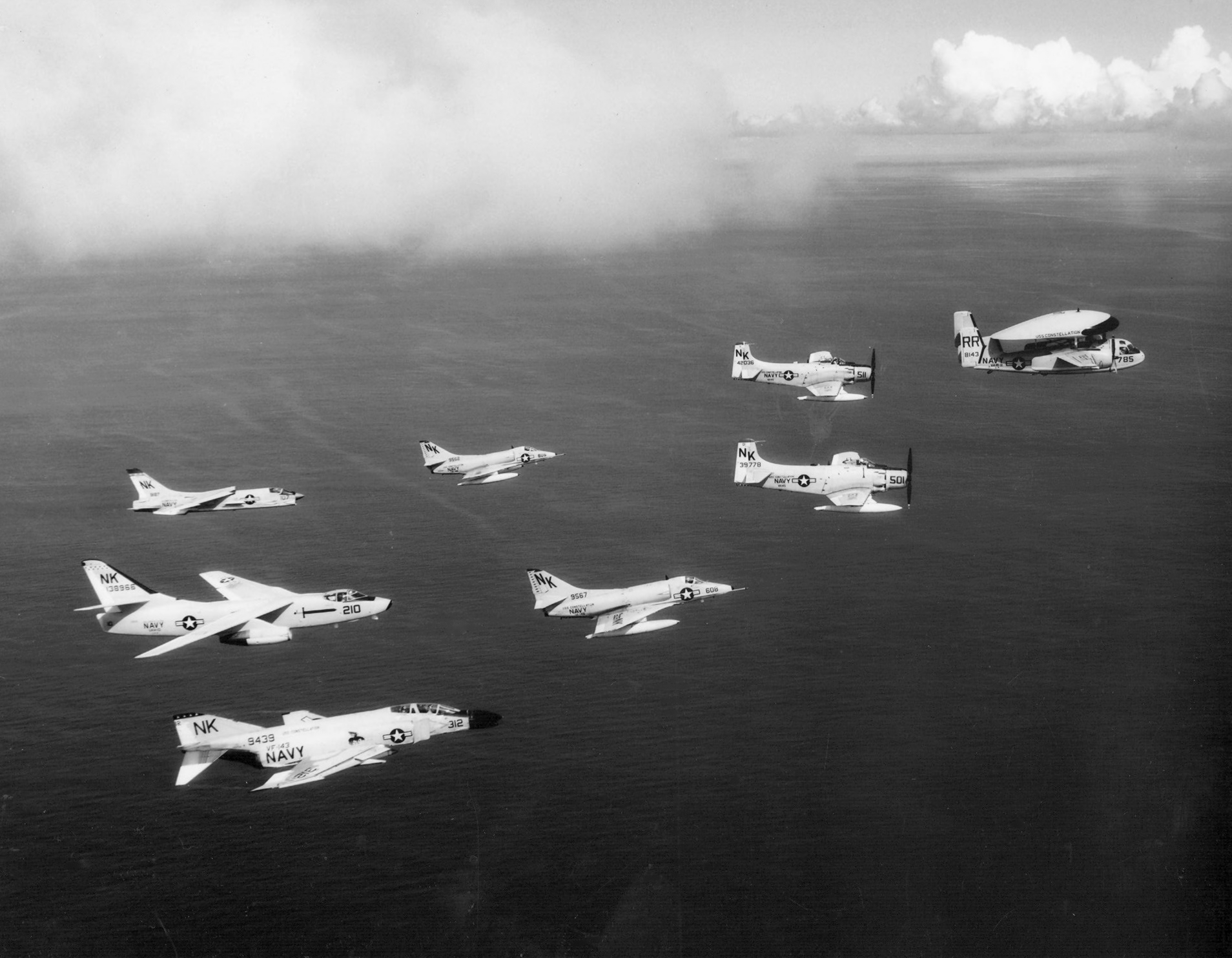
Les avions du CVW-14assignés à l'USS Constellation en 1963

Ce n'est que le 20 décembre 1963 qu'il prend le nom de Carrier Air Wing Fourteen. En août 1964, embarqué à bord de l'USS Constellation (CV-64), il mena les premières frappes aériennes contre le Nord-Vietnam. Les déploiements ultérieurs ont été effectués à bord de l'USS Ranger (CV-61) , USS Constellation et USS Enterprise (CVN-65). Le 27 janvier 1973, les escadrons du CAW-14 ont effectué les dernières sorties de combat de la guerre du Vietnam et a reçu la même année le F-14A Tomcat. En septembre 1974, le CVW-14 s'est déployé à bord de l'USS Enterprise pour son premier déploiement en temps de paix en dix ans. Le 29 avril 1975, CVW-14 a de nouveau été impliqué au Vietnam, fournissant un soutien et une couverture aérienne pour l'évacuation du personnel américain du Sud-Vietnam lors de l' Opération Frequent Wind.

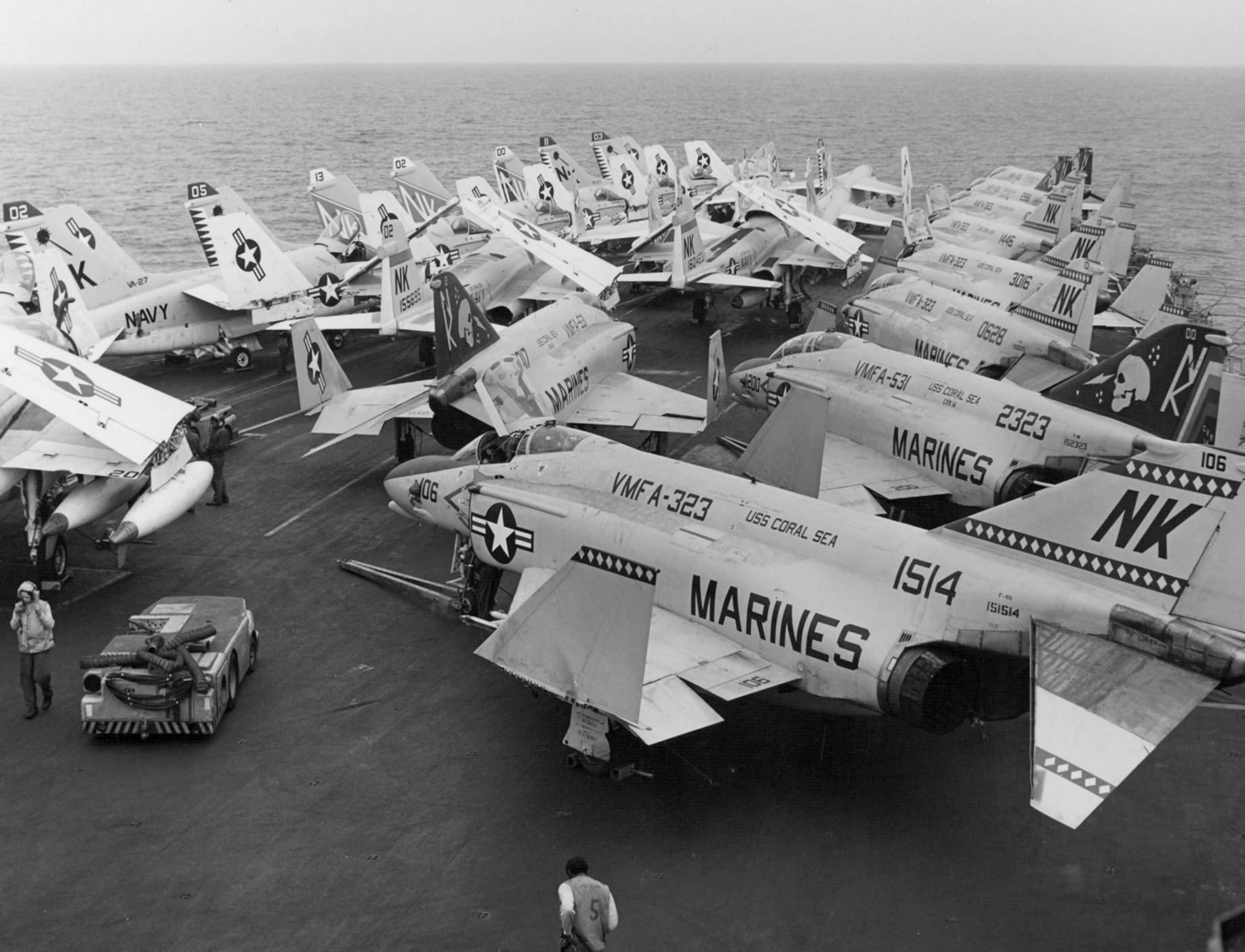
F-4 Phantom II sur USS Coral Sea, en 1979

Le 30 juillet 1976, il effectue son premier déploiement avec le nouveau S-3 Viking à bord de l'USS Enterprise dans le Western Pacific. Après un autre déploiement sur Enterprise, il a été réaffecté à l'USS Coral Sea (CV-43). Deux escadrons de chasse de l'United States Marine Corps, VMFA-323 et VMFA-531 (en) (F-4N Phantom II), ont rejoint l'équipe CVW-14. Il s'est embarqué vers la mer de Corail en novembre 1979 puis vers la station "Gonzo" dans le nord de la mer d'Oman. CVW-14 a effectué deux autres déploiements sur la mer de Corail.

### Guerre du Golfe

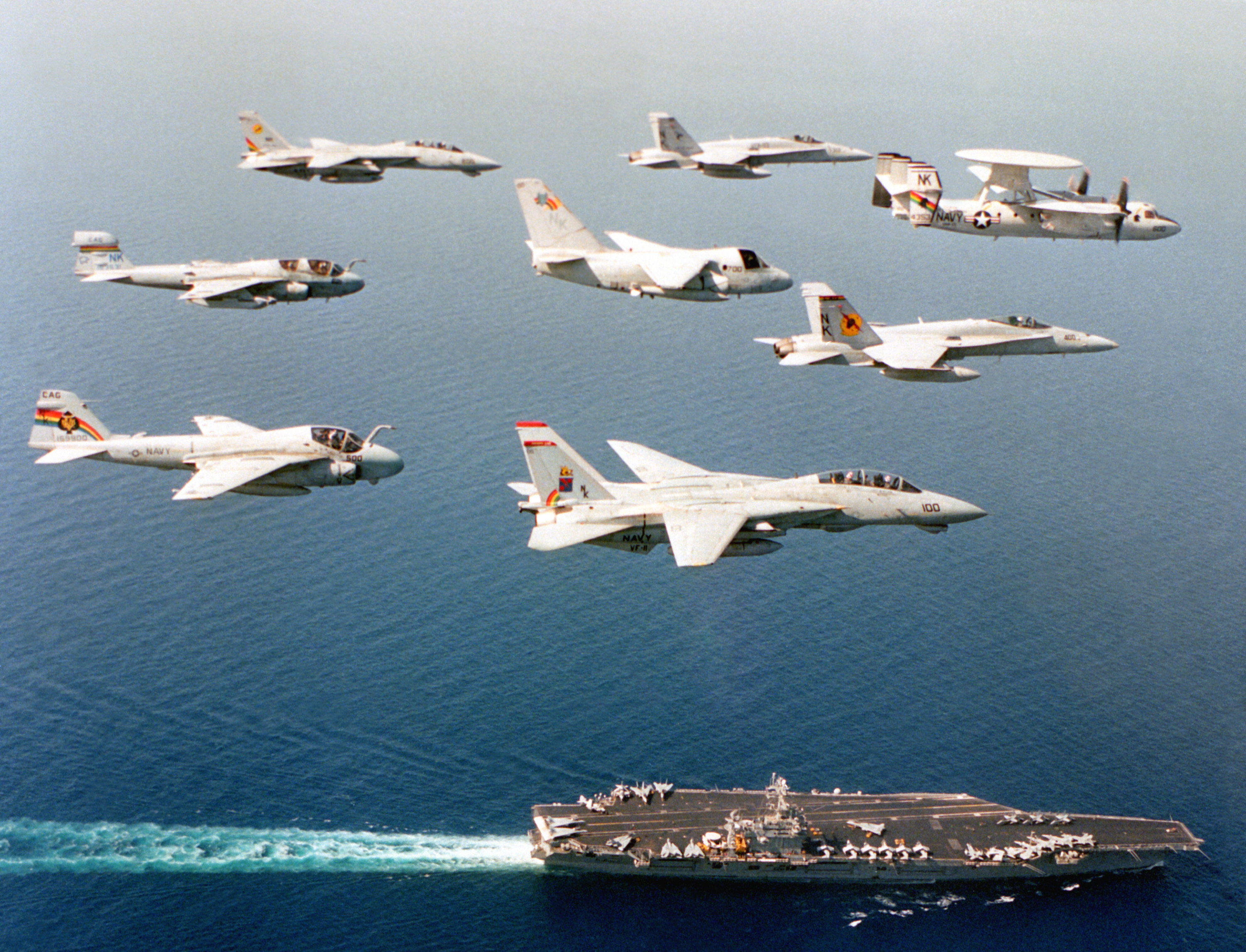
Des avions des escadrons du CVW-14 survolent l'USS Carl Vinson, en 1994

En route vers l'île de Diego Garcia, le CVW-14 et lModèle:'USS ont été détournés vers la mer d'Arabie en appui de l'opération Bouclier du désert, arrivant le 6 août 1990 dans le cadre du renforcement de l'United States Central Command.
Le 5 août 1991, le CVW-14 à bord de l'USS Independence part vers Pearl Harbor pour intégrer l'USS Midway (CV-41). Les escadrons VF-21 (en), VF-154 (en) et VS-21 (en) ont été détachés du CVW-14 mais sont restés à bord de l'USS Independence pour intégrer le CVW-5. Le reste du CVW-14 et l'USS Midway retournent à San Diego, pour la mise hors service du Midway le 11 avril 1992.

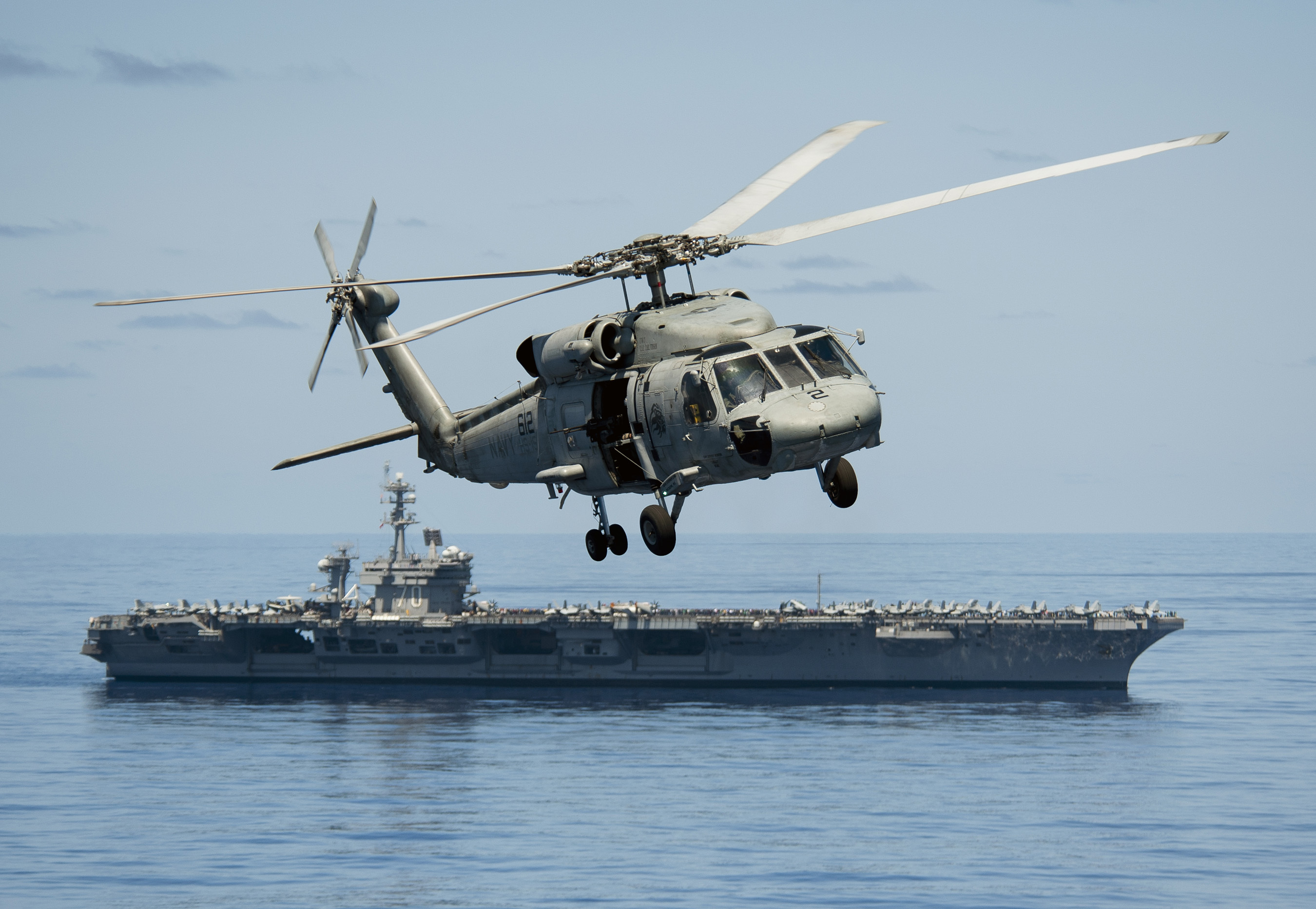
USS Carl Vinson

Le 17 février 1994, le CVW-14 à bord de l'USS Carl Vinson (CVN-70) effectue un déploiement en Pacifique ouest, ainsi qu'en mai 1996, pour prendre part à l'opération Southern Watch et à l'opération Tempête du désert. Les forces de l'US Navy et de l'US Air Force ont mené des frappes de missiles d'attaque terrestre Tomahawk (TLAM) et de missiles de croisière conventionnels à lancement aérien (CALCM) contre l'Irak en réponse à l'invasion du territoire tenu par les Kurdes dans le nord de l'Irak. Le CVW-14 a escorté des bombardiers stratégiques B-52 à l'appui de leurs frappes CALCM et a ensuite effectué de nombreuses sorties pour faire respecter la zone d'exclusion aérienne nouvellement étendue à 33 degrés de latitude nord. Le CVW-14 a rejoint San Diego le 12 novembre 1996.

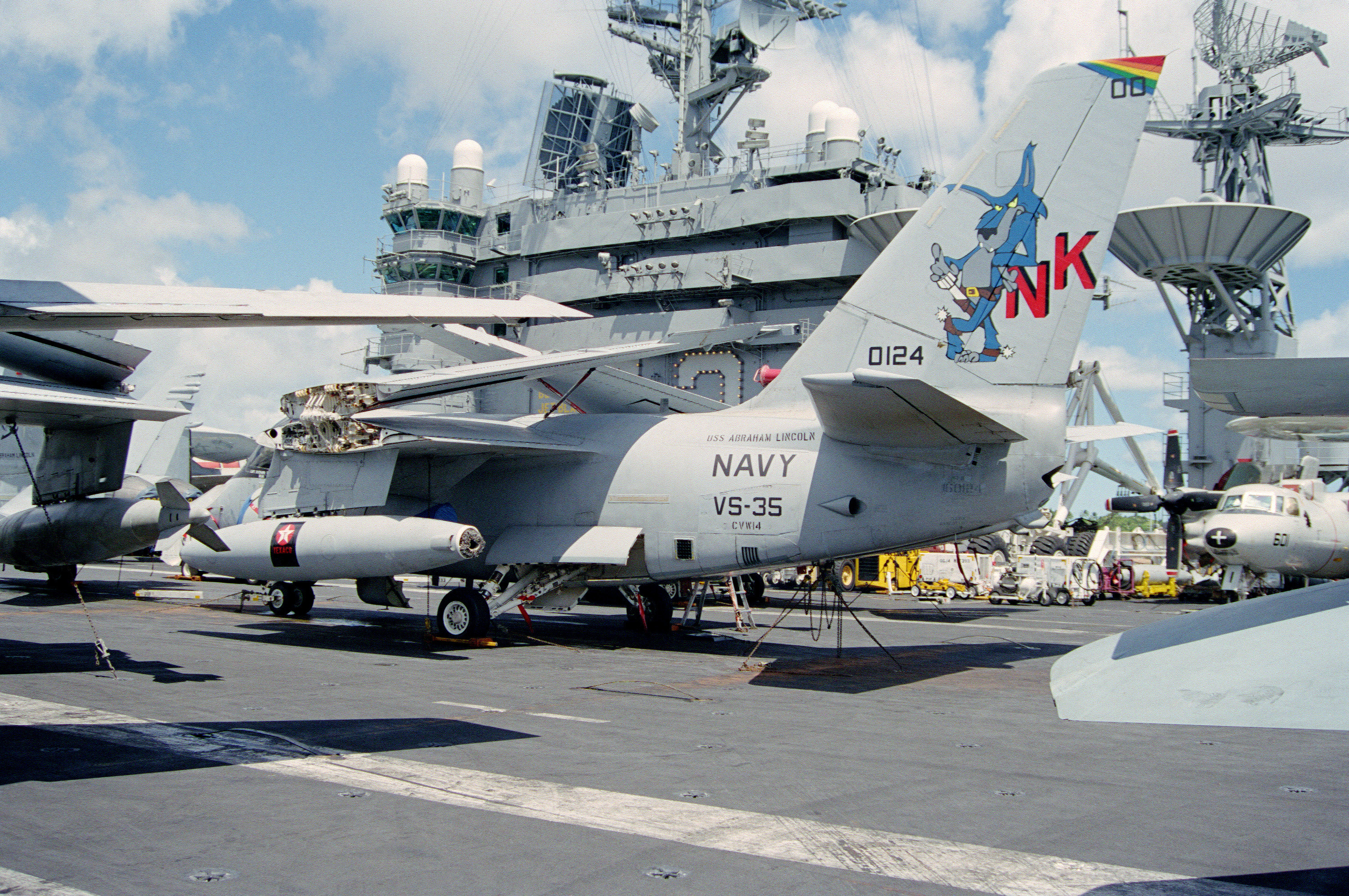
S-3 Viking sur USS Abraham Lincoln, en 2000

Le 11 juin 1998, CVW-14 a déménagé du NAS Miramar, San Diego, pour Naval Air Station Lemoore et s'est déployé sur l'USS Abraham Lincoln (CVN-72) pour participer à l'opération Southern Watch et aux opérations d'interdiction maritime dans le golfe Persique. Puis il est retourné au NAS Lemoore le 7 décembre 1998.
A bord de l'USS Abraham Lincoln en mai et juin, il a participé à la zone d'opération hawaïenne lors de l'exercice Rim of the Pacific (RIMPAC). En août 2000, CVW-14 s'est de nouveau déployé sur l'Irak et a exécuté plus de 1.400 sorties de combat à l'appui de l'opération Southern Watch, puis il est retourné au NAS Lemoore le 8 février 2001.

### Guerre mondiale contre le terrorisme

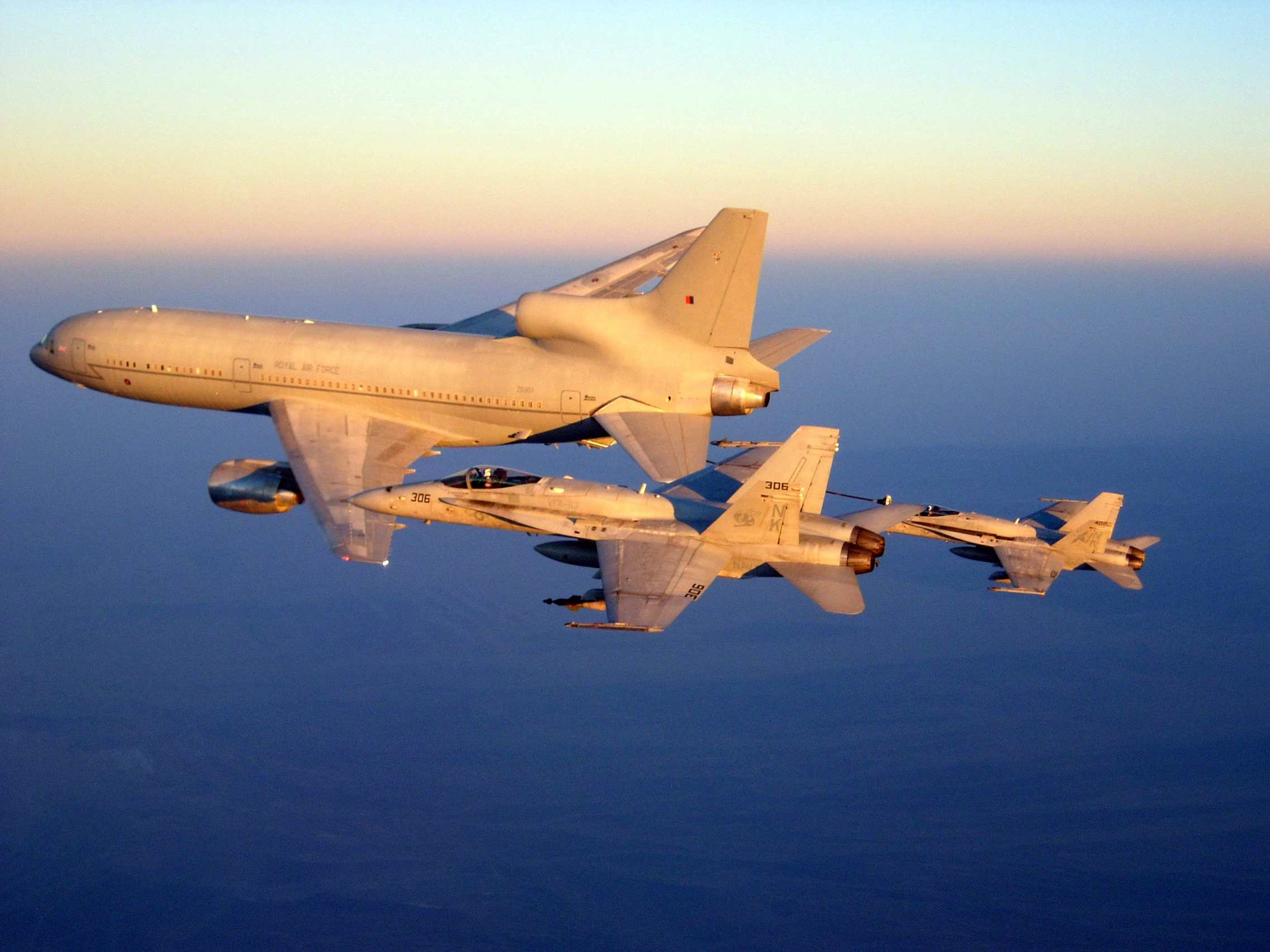
F A-18 Hornets de CVW-14 recevant du carburant d'un Lockheed TriStar K1 de la Royal Air Force au-dessus de l'Afghanistan, 2008

En décembre 2001, le CVW-14 a participé à l'Exercise Northern Edge (en) au large de l'Alaska, en préparation du déploiement de 2002-2003. Le CVW-14, à bord de l'USS Abraham Lincoln le 22 juillet 2002, en appui de l'opération Enduring Freedom (Afghanistan) et l'opération Iraqi Freedom (Irak) avec l'avion multirôle F/A-18 E/F Super Hornet. Le CVW-14 est rentré le 6 mai 2003 après près de 10 mois de déploiement, le plus long pour un transporteur en trois décennies.
Le 26 octobre 2003, CVW-14 a été transféré sur l'USS John C. Stennis (CVN-74) pour un programme de formation puis s'est porté à l'appui de l'Exercise Northern Edge (en) en 2004.

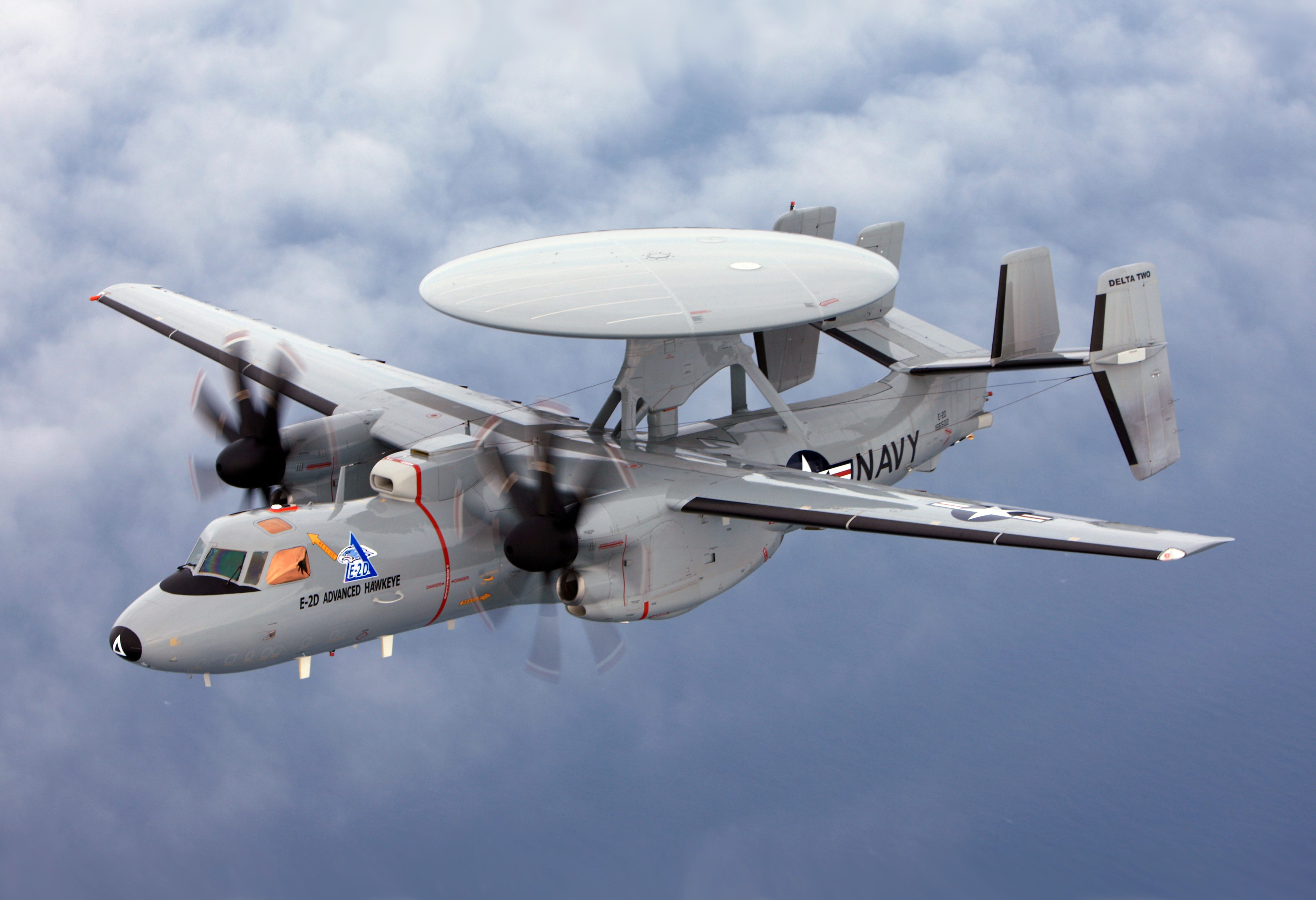
E-2D Advenced Hawkeye

En février 2005, CVW-14 a été transféré sur l'USS Ronald Reagan (CVN-76). pour de déployer de nouveau pour la guerre d'Irak pour des opérations de sécurité maritime dans le golfe Persique. Les escadrons  VFA-22, VFA-25 (en), VFA-113 et VFA-115 (en) ont été les premiers à se déployer avec des chasseurs d'attaque F/A-18 Hornet équipés du système ROVER (en) (Remotely Operated Video Enhanced Receiver) qui permet aux forces terrestres de voir ce qu'un avion ou un véhicule aérien sans pilote (UAV) voit en temps réel en recevant des images acquises par les capteurs de l'avion sur un ordinateur portable au sol.

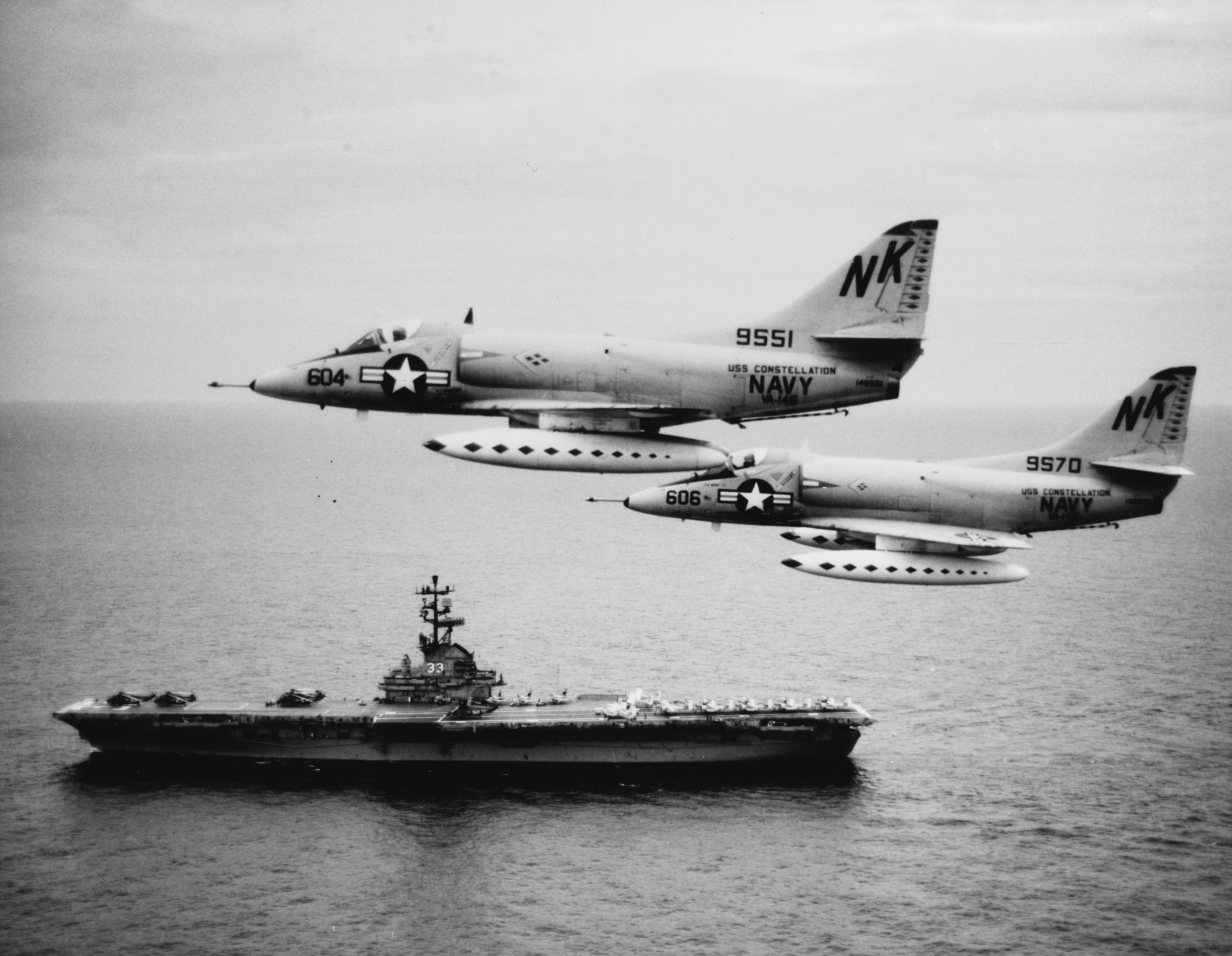
A-4C Skyhawk du VA-146, en 1964

Du 19 au 23 juin 2006, le CVW-14 embarqué à bord de l'USS Ronald Reagan, a participé à l'Exercice Valiant Shield 2006, qui s'est tenu dans la zone d'opération de Guam. Le VAQ-139 (en) a piloté le Northrop Grumman EA-6B Prowler équipé de la technologie de pointe Enhanced Capability Version III. Le VAW-113) a fourni une capacité de commandement et de contrôle avec son avion E-2C Hawkeye 2000. Le HSC-4 était l'un des quatre escadrons d'hélicoptères qui exploitaient 24 hélicoptères SH-60F et SH-60H Seahawk utilisés pour protéger le groupe de travail du porte-avions contre une force sous-marine composée de cinq sous-marins.
Au début de 2007, le CVW-14 s'est lancé dans un déploiement rapide dans l'océan Pacifique, et le 18 mai 2008, le porte-avions et son groupe d'attaque ont quitté Naval Air Station North Island pour un déploiement prévu dans un lieu non divulgué.
Le 28 mai 2009, le Carrier Air Wing 14 s'est déployé à bord de l'USS Ronald Reagan dans les 7e et 5e zones de responsabilité de la flotte.

### Les unités subordonnées
Lors du déploiement de 2011, les escadrons suivants étaient affectés au CVW-14,:
| Code     | Insigne | Escadron                                         | Surnom         | Aéronef               |
| -------- | ------- | ------------------------------------------------ | -------------- | --------------------- |
| VFA-154  |         | Strike Fighter Squadron 154                      | Black Knights  | F/A-18F Super Hornet  |
| VFA-147  |         | Strike Fighter Squadron 147                      | Argonauts      | F/A-18E Super Hornet  |
| VFA-146  |         | Strike Fighter Squadron 146                      | Blue Diamonds  | F/A-18C Hornet        |
| VMFA-323 |         | Marine Fighter Attack Squadron 323               | Death Rattlers | F/A-18C(N) Hornet     |
| VAW-113  |         | Carrier Airborne Early Warning Squadron 113      | Black Eagles   | E-2C Hawkeye 2000 NP  |
| VAQ-139  |         | Carrier Tactical Electronic Warfare Squadron 139 | Cougars        | EA-6B Prowler         |
| VRC-30   |         | Fleet Logistics Support Squadron 30 Det. 1       | Providers      | C-2 Greyhound         |
| HSC-4    |         | Helicopter Anti-submarine Squadron 4             | Black Knights  | SH-60F/HH-60H Seahawk |